# Puchar Europy Mistrzów Klubowych (1969/1970)
XV Puchar Europy Mistrzów Klubowych 1969/1970 (ang. European Champion Clubs’ Cup).

## Runda wstępna
| Turun Palloseura – Kjøbenhavns Boldklub 0:1 i 0:4 1 21.08 1969 0:1 Karl Aage Skouborg 58 2 28.08 1969 0:1 Karl Aage Skouborg 4, 0:2 Karl Aage Skouborg 42, 0:3 Uffe Brage 60, 0:4 Kurt Praest 87 |

## I runda
| Leeds United – Lyn Fotball 10:0 i 6:0 1 17.09 1969 1:0 Michael O’Grady 1, 2:0 Michael Jones 4, 3:0 Michael Jones 9, 4:0 Alan Clarke 19, 5:0 John Giles 34, 6:0 Alan Clarke 47, 7:0 John Giles 51, 8:0 Michael Jones 60, 9:0 William Bremner 65, 10:0 William Bremner 88 Bramka O’Grady’ego zdobyta w 35 sekundzie meczu uważana jest za najszybszy gol w historii europejskich pucharów 2 01.10 1969 1:0 Rodney Belfitt 6, 2:0 Rodney Belfitt 20, 3:0 Michael Jones 30, 4:0 Terrence Hibbitt 54, 5:0 Peter Lorimer 67, 6:0 Terrence Hibbitt 70                       |
| CSKA Sofia – Ferencvárosi TC2:1 i 1:4 1 17.09 1969 1:0 Petar Żekow 9, 2:0 Petar Żekow 51, 2:1 Gyula Rákosi 83 2 01.10 1969 0:1 István Szőke 4, 0:2 László Branikovics 14, 1:2 Dimitar Maraszlijew 27, 1:3 Gyula Rákosi 60, 1:4 István Szőke 83k |
| Standard Liège – 17 Nëntori 3:0 i 1:1 1 17.09 1969 1:0 Henri Depireux 24, 2:0 Henri Depireux 42, 3:0 Henri Depireux 48 2 01.10 1969 1:0 Milan Galić 66, 1:1 Josif Kaxanxhi 90 |
| Real Madryt – Olympiakos Nikozja 8:0 i 6:1 1 24.09 1969 1:0 Amancio Amaro 5, 2:0 Francisco Gento 18, 3:0 Ramon Grosso 23, 4:0 Sebastian Fleitas 47, 5:0 Sebastian Fleitas 52, 6:0 Ramon Grosso 55, 7:0 Jose Antonio Grande 60, 8:0 Jose Martinez „Pirri” 63 2 30.09 1969 1:0 Rafael de Diego 10, 2:0 Juan Bautista Planelles 20, 2:1 Georgios Kettenis 26, 3:1 Jose Antonio Grande 42, 4:1 Lakis Avranides 51s, 5:1 Rafael de Diego 74, 6:1 Sebastian Fleitas 87 Oba mecze rozegrano w Madrycie, gdyż stadion Olympiakosu nie spełniał wymagań stawianych przez UEFA |
| FC Basel – Celtic F.C. 0:0 i 0:2 1 17.09 1969 2 01.10 1969 0:1 Harold Hood 1, 0:2 Thomas Gemmell 70 |
| SL Benfica – Kjøbenhavns Boldklub 2:0 i 3:2 1 17.09 1969 1:0 „Eusébio” da Silva Ferreira 39, 2:0 „Eusébio” da Silva Ferreira 40 2 01.10 1969 1:0 „Eusébio” da Silva Ferreira 1, 2:0 José Vieira Costa Diamantino 4, 3:0 José Vieira Costa Diamantino 21, 3:1 Karl Aage Skouborg 30, 3:2 Karl Aage Skouborg 90k |
| Austria Wiedeń – Dynamo Kijów 1:2 i 1:3 1 17.09 1969 1:0 Alfred Riedl 27, 1:1 Wiktor Sieriebriannikow 51, 1:2 Władimir Muntjan 58 2 01.10 1969 1:0 Thomas Parits 18, 1:1 Władimir Muntjan 47, 1:2 Anatolij Byszowiec 86, 1:3 Anatolij Puzacz 88 |
| AC Fiorentina – Östers IF 1:0 i 2:1 1 17.09 1969 1:0 Mario Maraschi 65 2 01.10 1969 0:1 Lars Göran Fjordestam 5, 1:1 „Amarildo” Tavares Silveira 43, 2:1 Salvatore Esposito 71 |
| Galatasaray SK – Waterford 2:0 i 3:2 1 17.09 1969 1:0 Gokmen Özdenak 20, 2:0 Gokmen Özdenak 43 2 01.10 1969 1:0 Ügur Kökön 29, 1:1 Philip Buck 58, 2:1 Gokmen Özdenak 65, 3:1 Ayhan Elmastasoglu 70, 3:2 Jack Morley 74 |
| Hibernians FC – Spartak Trnawa 2:2 i 0:4 1 17.09 1969 1:0 Victor Cassar 57, 1:1 Josef Adamec 59, 1:2 Stanislav Martinkovic 75, 2:2 Salvu Bonello 80 (mecz w Gzirze) 2 01.10 1969 0:1 Anton Hrušecký 12, 0:2 Josef Adamec 64, 0:3 Josef Adamec 84, 0:4 Josef Adamec 78 |
| UT Arad – Legia Warszawa 1:2 i 0:8 1 17.09 1969 1:0 Flavius Domide 8, 1:1 Janusz Żmijewski 67, 1:2 Robert Gadocha 75 2 01.10 1969 0:1 Bernard Blaut 50, 0:2 Robert Gadocha 70, 0:3 Lucjan Brychczy 73, 0:4 Robert Gadocha 74, 0:5 Władysław Stachurski 78, 0:6 Kazimierz Deyna 81, 0:7 Janusz Żmijewski 82, 0:8 Jan Pieszko 85k |
| Bayern Monachium – AS Saint-Étienne 2:0 i 0:3 1 17.09 1969 1:0 Dieter Brenninger 22, 2:0 Franz Roth 53 2 01.10 1969 0:1 Herve Revelli 2, 0:2 Herve Revelli 59, 0:3 Salif Keita 81 |
| Vorwärts Berlin – Panathinaikos AO 2:0 i 1:1 1 17.09 1969 1:0 Jürgen Piepenburg 54, 2:0 Jürgen Piepenburg 63 2 01.10 1969 0:1 Andonios Antoniadis 10, 1:1 Wilhelm Laslop 82 |
| FK Crvena zvezda – Linfield F.C. 8:0 i 4:2 1 17.09 1969 1:0 Stanislav Karasi 5, 2:0 Vojin Lazarević 9, 3:0 Branislav Klenkovski 25, 4:0 Stanislav Karasi 30, 5:0 Stanislav Karasi 35, 6:0 Jovan Ačimović 70, 7:0 Dragan Džajić 71, 8:0 Dragan Džajić 81 2 01.10 1969 0:1 Alan McGraw 19, 0:2 Alan McGraw 36, 1:2 Zoran Antonijević 44, 2:2 Zoran Antonijević 67, 3:2 Zoran Antonijević 72, 4:2 Zoran Antonijević 75 |
| A.C. Milan – Avenir Beggen 5:0 i 3:0 1 10.09 1969 1:0 Pierino Prati 15, 2:0 Gianni Rivera 59k, 3:0 Giorgio Rognoni 61, 4:0 Pierino Prati 63, 5:0 Nestor Combin 79 2 24.09 1969 1:0 Nestor Combin 19, 2:0 Angelo Sormani 73, 3:0 Gianni Rivera 89 (mecz w Luksemburgu) |
| Feyenoord – Knattspyrnufélag Reykjavíkur 12:2 i 4:0 1 17.09 1969 1:0 Ove Kindvall 3, 2:0 Piet Romeijn 13, 3:0 Theo van Duivenbode 16, 4:0 Henk Wery 25, 5:0 Ove Kindvall 31, 6:0 Ruud Geels 33, 7:0 Wim van Hanegem 39, 8:0 Ruud Geels 62, 9:0 Ove Kindvall 65, 10:0 Ruud Geels 73, 10:1 Baldvin Baldvinsson 75, 10:2 Olafur Bjornsson 83, 11:2 Ruud Geels 88, 12:2 Wim van Hanegem 87 2 30.09 1969 1:0 Ove Kindvall 11, 2:0 Ove Kindvall 14, 3:0 Ruud Geels 65, 4:0 Ruud Geels 84 (mecz w Rotterdamie)                                                              |

## II runda
| Leeds United – Ferencvárosi TC3:0 i 3:0 1 12.11 1969 1:0 John Giles 1, 2:0 Michael Jones 13, 3:0 Michael Jones 35 2 26.11 1969 1:0 Michael Jones 35, 2:0 Peter Lorimer 67, 3:0 Michael Jones 87                                                                                   |
| Standard Liège – Real Madryt 1:0 i 3:2 1 19.11 1969 1:0 Erwin Kostedde 42 2 03.12 1969 1:0 Louis Pilot 8, 1:1 Manuel Velazquez 20, 2:1 Henri Depireux 25, 2:2 Francisco Gento 47k, 3:2 Milan Galić 69                                                                             |
| Celtic F.C. – SL Benfica 3:0 i 0:3 (dog) 1 12.11 1969 1:0 Thomas Gemmell 2, 2:0 William Wallace 14, 3:0 Harold Hood 70 2 26.11 1969 0:1 „Eusébio” da Silva Ferreira 35, 0:2 Jaime Graça da Silva 40, 0:3 José Vieira Costa Diamantino 90 awans Celtiku po losowaniu (rzut monetą) |
| Dynamo Kijów – AC Fiorentina 1:2 i 0:0 1 12.11 1969 0:1 Luciano Chiarugi 36, 1:1 Wiktor Sieriebriannikow 57, 1:2 Mario Maraschi 69 2 26.11 1969 |
| Spartak Trnawa – Galatasaray SK 1:0 i 0:1 (dog) 1 12.11 1969 1:0 Dušan Kabat 53 2 26.11 1969 0:1 Ergun Acuner 63 awans Galatasaray po losowaniu (rzut monetą) |
| Legia Warszawa – AS Saint-Étienne 2:1 i 1:0 1 12.11 1969 0:1 Herve Revelli 39, 1:1 Jan Pieszko 78, 2:1 Kazimierz Deyna 83 2 26.11 1969 1:0 Kazimierz Deyna 85 |
| Vorwärts Berlin – FK Crvena zvezda 2:1 i 2:3 1 12.11 1969 0:1 Zoran Antonijević 15, 1:1 Otto Frässdorf 31, 2:1 Horst Begerad 67 2 26.11 1969 1:0 Horst Begerad 12, 1:1 Stanislav Karasi 35, 2:1 Horst Begerad 56, 2:2 Jovan Ačimović 60, 2:3 Stanislav Karasi 64                  |
| A.C. Milan – Feyenoord 1:0 i 0:2 1 12.11 1969 1:0 Nestor Combin 9 2 26.11 1969 0:1 Wim Jansen 6, 0:2 Wim van Hanegem 82 |

## 1/4 finału
| Standard Liège – Leeds United 0:1 i 0:1 1 04.03 1970 0:1 Peter Lorimer 70 2 18.03 1970 0:1 John Giles 80k                                                            |
| Celtic F.C. – AC Fiorentina 3:0 i 0:1 1 04.03 1970 1:0 Robert Auld 30, 2:0 Francesco Carpenetti 49s, 3:0 William Wallace 89 2 18.03 1970 0:1 Luciano Chiarugi 37     |
| Galatasaray SK – Legia Warszawa 1:1 i 0:2 1 04.03 1970 0:1 Lucjan Brychczy 37, 1:1 Ayhan Elmastasoglu 47 2 18.03 1970 0:1 Lucjan Brychczy 14, 0:2 Lucjan Brychczy 57 |
| Vorwärts Berlin – Feyenoord 1:0 i 0:2 1 04.03 1970 1:0 Jürgen Piepenburg 69 2 18.03 1970 0:1 Ove Kindvall 47, 0:2 Henk Wery 69                                       |

## 1/2 finału
| Leeds United – Celtic F.C. 0:1 i 1:2 1 01.04 1970 0:1 George Connelly 1 2 15.04 1970 1:0 William Bremner 14, 1:1 John Hughes 47, 1:2 Robert Murdoch 51 (mecz na Hampden Park) |
| Legia Warszawa – Feyenoord 0:0 i 0:2 1 01.04 1970 2 15.04 1970 0:1 Wim van Hanegem 4, 0:2 Franz Hasil 77                                                                      |

## Finał
| 6 maja 1970 Mediolan San Siro (53 000) Feyenoord – Celtic F.C. 2:1 (1:1,1:1) Sędzia: Concetto Lo Bello (Włochy) Bramki: 0:1 Thomas Gemmell 29, 1:1 Rinus Israel 31, 2:1 Ove Kindvall 117 Sport Club Feyenoord Rotterdam (trener Ernst Happel): Pieters Graafland – Pieter Romeijn (Augustinus Haak 105), Theo Laseroms, Rinus Israël (kapitan), Theo van Duivenbode, Franz Hasil, Wim Jansen, Wim van Hanegem, Henk Wery, Ove Kindvall, Coen Moulijn The Celtic Football Club (trener John „Jock” Stein): Evan Williams – David Hay, Thomas Gemmell, Robert Murdoch, William McNeill (kapitan), James Brogan, James Johnstone, Robert Lennox, William Wallace, Robert Auld (George Connelly 77), John Hughes |